# Bivès
Bivès é uma comuna francesa na região administrativa de Occitânia, no departamento de Gers. Estende-se por uma área de 9,93 km². Em 2010 a comuna tinha 135 habitantes (densidade: 13,6 hab./km²).